# 绥芬河国家森林公园
绥芬河国家森林公园是中国黑龙江省绥芬河市的国家森林公园，面积为2176公顷，设立于2000年12月。

## 地理概况
绥芬河国家森林公园位于绥芬河林业局施业区内，301国道18公里处，距离绥芬河市区10千米，距离牡丹江市140千米。公园属于低山丘陵区，系长白山老爷岭余脉。最高点海拔888.1米，最低点海拔320米。公园境内有小绥芬河、寒葱河两条河流，属于绥芬河水系。公园为寒温带大陆性季风气候，年平均气温3.5℃，极端最高气温34.6℃，最低气温-37.5℃，年积温2300℃，无霜期118天，主导风向为西北风，最大风速为20米/秒。年平均降水量为570毫米，最大冻土深度为2米。